# Hugo Lüer
Hugo Eduard Georg August Lüer (* 18. Juli 1886 in Hannover; † 24. Dezember 1954 in Hamburg) war ein deutscher Turner, Turntrainer, Kampfrichter und  Gaumännerturnwart der Nordmark. Sein Heimverein war die Hamburger Turnerschaft von 1816.

## Leben
Lüer war im Hamburger Adressbuch erstmals 1918 unter der Anschrift Besenbinderhof 23 gemeldet, 1919 erstmals mit der Berufsangabe Turnlehrer, und war dort wohnhaft bis 1931. Danach lebte er bis zu seinem Tod in der Norderstraße 141.
Er war bereits in den 1920er Jahren Kreisturnwart in Hamburg. Seit 1924 war er Gaumännerturnwart der Nordmark. Er war zudem Turnlehrer der Hamburger Turnerschaft von 1816 und gemäß Adressbucheintrag spätestens ab 1937 als Technischer Lehrer, ab 1942 dann technischer Oberlehrer an der Richard-Wagner-Schule in Eimsbüttel, der ursprünglichen Aufbauschule Hoheweide, die am 28. November 1932 in Gerhart-Hauptmann-Schule, im September 1933 dann vom Hamburger Senat ein weiteres Mal nach dem Komponisten Richard Wagner umbenannt wurde und in deren Gebäude dann 1952 der Schulbetrieb des Wilhelm-Gymnasiums einzog.
Lüer fungierte mehrfach als Kampfrichter, u. a. bei Länderkämpfen und bei den Turn-Weltmeisterschaften 1934 in Budapest. Am 28. April 1935 fungierte er als Kampfrichter in Breslau beim Länderkampf Deutschland gegen Ungarn. Die Hamburger Nachrichten bescheinigten ihm eine Leistung zur besten Zufriedenheit.
Überdies war er als Kampfrichter, neben u. a. Christian Strauch, an der Auswahl der deutschen Olympiaturner in der Hanseatenhalle in Hamburg am 4. und 5. Juli 1936 beteiligt. Zudem oblag ihm die Durchführung der Gaugerätemeisterschaften der Nordmark.
Am 16. September 1934 hielt Lüer in der Halle der HT von 1816 das erste Übungsturnen der Nordmark-Turner zur Vorbereitung auf die Deutschen Turnmeisterschaften 1934 in Dortmund ab, wo die 100 besten deutschen Turner zusammenkommen sollten. Ihm oblag es zudem die vier besten Nordmarkturner zu bestimmen, die dann an den Meisterschaften teilnehmen sollten.
Als Gaumännerturnwart der Nordmark bereitete 1935 und 1936 die norddeutschen Turner für die Olympischen Sommerspiele in Berlin vor. Das erste Prüfungsturnen dazu fand am 13. Januar 1935 in Hamburg unter Beteiligung von etwa 30 Turnern aus Hamburg, Lübeck und Umgebung statt. Die Folgeveranstaltung als zweites Turnen erfolgte am 10. Februar in Kiel.
Am 14. April 1935 wurde schließlich die Olympiakernmannschaft der Nordmark bestimmt.

„ (…) Pfeiffer, Turnerschaft 1816; Huck, Turnerschaft 1816; Karl Streicher, MTV Kiel 1844; Reddersen, Tbd. Hamburg-Eilbeck; Stieper, Itzehoe; Kilgus, Wandsbek; Wagenknecht, Turnerschaft 1816; Baur, Tbd. Hamburg-Eilbeck; Richter, Eimsbüttel; Jürgensen Turnerschaft 1816; Smuda, Eimsbüttel; K. Schäfer Turnerschaft 1816; Behrens, Barmbeck-Uhlenhorst. Eine ausgezeichnte Riege, mit der die Nordmark sich schon sehen lassen kann. Die allgemeine Formverbesserung, besonders deutlich bei Behrens und Reddersen erkennbar, ist für alle Turner maßgebend. (…) Männerturnwart Lüer hat die Absicht, die Mannschaft auch weiterhin zusammenzuhalten. (…)“

Im Herbst 1935 oblag es Lüer, die besten Turner der Gaugruppe Nord, also aus Niedersachsen, der Nordmark, Ostpreußen und Pommern in Vorbereitung auf die Olympischen Spiele 1936 weiter zu schulen. Diese Vorbereitungsarbeit sollte mit einem Wettturnen der besten Turner der vier Gaue im Februar 1936 seinen Abschluss finden. Im Juni 1936 bereitete er dann die norddeutschen Turner auf die Massenvorführungen für die Olympischen Spiele vor. Mit Wirkung vom 30. September 1936 schied Lüer aus dem Amt des Gaumännerturnwarts aus.
Bei seinem Tode 1954 hinterließ er die größte Altherrenturnabteilung Deutschlands, die er noch bis zuletzt selbst geleitet hatte.

## Auszeichnungen (Auswahl)
- Gau-Ehrenbrief der Deutschen Turnerschaft[24]

## Trivia
Eine Ansichtskarte / Postkarte mit dem Titel Turnerschaft von 1816, O. Hennig, H. Stender, F. Weist, H. Lüer, O. Brunotte, Reck, Barren zeigt H. Lüer mit einer Schere am Seitpferd. (um 1910)

## Publikationen
- Warum gehöre ich nicht der Jugendkompanie an? In: Vereinsblatt der Hamburger Turnerschaft von 1816, 20 (1917), S. 15.
- Kunstturnen an den Geräten. Union Verlag, Berlin 1925.